# 浦锦街道

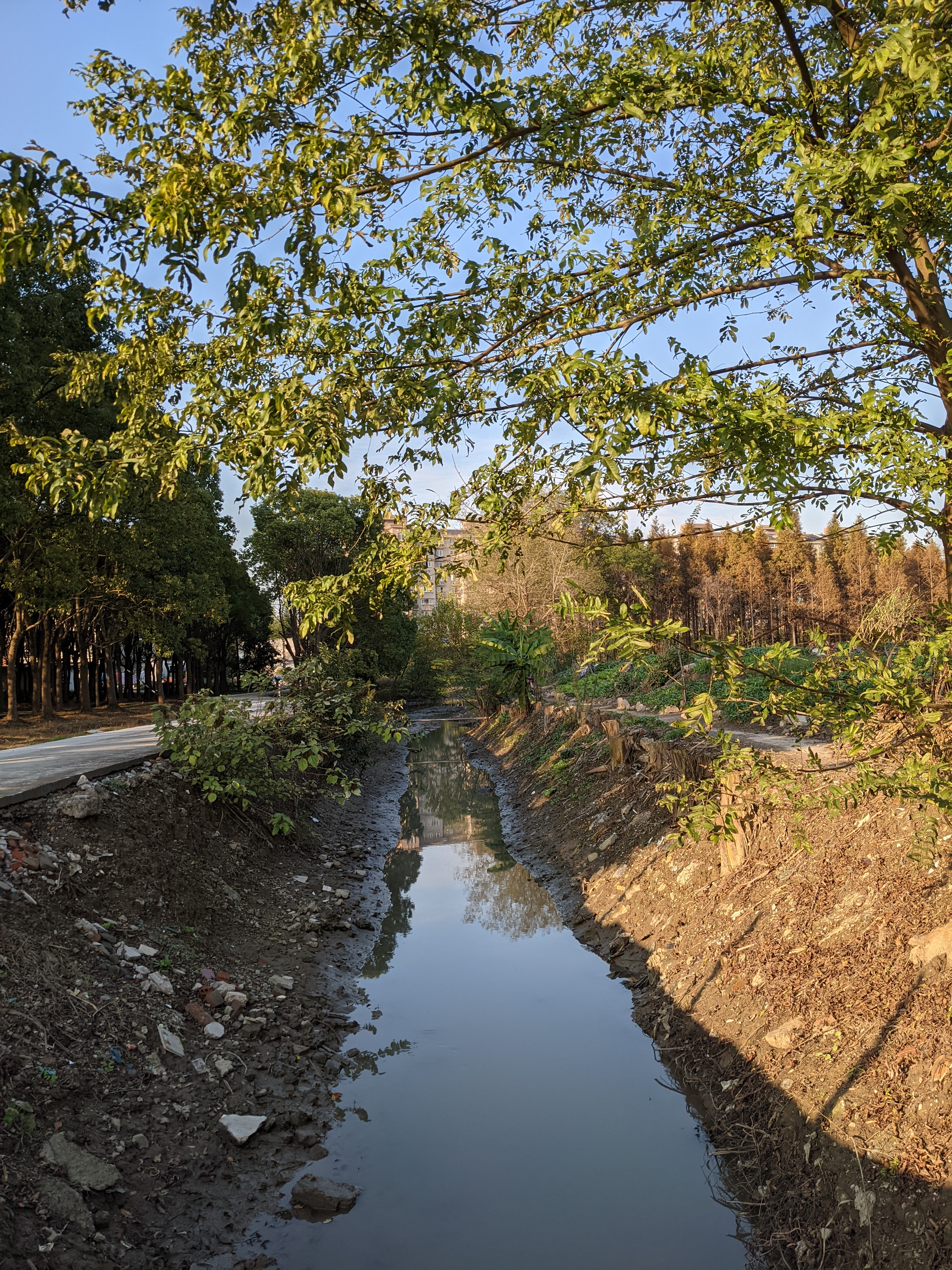
浦锦街道丰收村的一条小河，位於浦江郊野公园附近

浦锦街道，是中国上海市闵行区下属的一个街道办事处。原为浦江镇的一部分，2015年6月16日，上海市人民政府批复同意建立浦锦街道办事处。行政区域范围为：东至浦星路，南至丰收村和亭子村南面现有村界，西至黄浦江，北至浦东新区范围；面积约23.99平方公里。浦锦街道办事处驻浦锦路1246号。2015年7月2日，浦锦街道办事处在浦星路800号临时办公地点正式挂牌成立。

## 行政区划
浦锦街道下辖21个居委会及17个村委会：世博家园第一居委会、世博家园第二居委会、世博家园第三居委会、世博家园第四居委会、世博家园第五居委会、世博家园第六居委会、陈行居委会、景江苑居委会、景舒苑第一居委会、景舒苑第二居委会、景舒苑第三居委会、滨浦第一居委会、滨浦第二居委会、新浦江城第一居委会、一品漫城第一居委会、新浦江城第二居委会、一品漫城第二居委会、茉莉名邸居委会、浦江颐城居委会、滨浦新苑第三居委会、滨浦新苑第四居委会、丁连村村委会、丰收村村委会、陈行村村委会、芦胜村村委会、近浦村村委会、郁宋村村委会、浦江村村委会、跃农村村委会、勤俭村村委会、塘口村村委会、为民村村委会、叶凌村村委会、李巷村村委会、亭子村村委会、恒星村村委会、徐凌村村委会、康桥村村委会。
其中17个村委会中的7个村委会跨浦星公路，位于浦江镇与浦锦街道交界处，先由浦江镇管理，按照“开发一块、成熟一块、移交一块”的原则，逐渐交付浦锦街道管理。另外10个村委会，则由浦锦街道负责管理。